# Liste der Monuments historiques in Varennes-en-Argonne
Die Liste der Monuments historiques in Varennes-en-Argonne führt die Monuments historiques in der französischen Gemeinde Varennes-en-Argonne auf.

## Liste der Immobilien
| Bezeichnung        | Beschreibung                                                               | Standort                       | Kennzeichnung | Schutzstatus | Datum | Bild           |
| ------------------ | -------------------------------------------------------------------------- | ------------------------------ | ------------- | ------------ | ----- | -------------- |
| Abris du Kronprinz | mehrere betonierte Unterstände, Anfang 1915 von deutschen Truppen angelegt | westlich des Ortes (Lage)      | PA00106644    | Classé       | 1922  |                |
| Kirche Notre-Dame  | aus dem 12. und 13. Jahrhundert                                            | Place de l’Église (Lage)       | PA00106645    | Classé       | 1914  | weitere Bilder |
| Tour Louis XVI.    | Uhrturm, 1793 erbaut                                                       | Rue de l’Hôtel-de-Ville (Lage) | PA00106684    | Inscrit      | 1989  |                |

## Liste der Objekte
| Bezeichnung               | Beschreibung                                                    | Standort                        | Kennzeichnung | Schutzstatus | Datum | Bild |
| ------------------------- | --------------------------------------------------------------- | ------------------------------- | ------------- | ------------ | ----- | ---- |
| Becher                    | Silber, zwischen 1835 und 1838                                  | in der Kirche Notre-Dame (Lage) | PM55002443    | Inscrit      | 1993  |      |
| Glocke                    | Bronze, 1793 gegossen; im Ersten Weltkrieg zerstört             | im Tour Louis XVI. (Lage)       | PM55001278    | Classé       | 1915  |      |
| Skulptur Madonna mit Kind | Holz, 12. Jahrhundert                                           | in der Kirche Notre-Dame (Lage) | PM55000634    | Classé       | 1955  |      |
| Kruzifix                  | Holz, Anfang des 17. Jahrhunderts; im Ersten Weltkrieg zerstört | in der Kirche Notre-Dame (Lage) | PM55001276    | Classé       | 1915  |      |
| Glocke                    | Bronze, 1765 gegossen; im Ersten Weltkrieg zerstört             | in der Kirche Notre-Dame (Lage) | PM55001277    | Classé       | 1913  |      |